# Victor Van Schil
Victor Van Schil (Nijlen, 21 dicembre 1939 – Nijlen, 30 settembre 2009) è stato un ciclista su strada belga, professionista dal 1962 al 1977 e vincitore di due tappe alla Vuelta a España.

## Carriera
Professionista dal giugno 1962 a fine 1977, fu compagno di squadra di Raymond Poulidor dal 1962 al 1966 alla Mercier, divenendo poi fedele "spalla" di Eddy Merckx per nove anni, nella Faema/Faemino (1968-1970) e nella Molteni (1971-1976).
Vinse due tappe della Vuelta a España, una nel 1964 e una nel 1968, e una Freccia del Brabante nel 1968. Accompagnò Merckx durante la vittoria alla Liegi-Bastogne-Liegi del 1969, compiendo una fuga a due di 80 km e tagliando il traguardo al secondo posto, con otto minuti di vantaggio sul terzo classificato Barry Hoban. Fu anche secondo alla Liegi-Bastogne-Liegi 1966 e quarto alla Parigi-Roubaix 1965. Nel 1968 fu invece squalificato dal Giro d'Italia per essere risultato positivo ad un controllo antidoping.
Si suicidò nella sua casa, sparandosi un colpo di pistola, il 30 settembre 2009, all'età di 69 anni; da molto tempo soffriva di una grave forma di depressione.

## Palmarès
- 1961 (dilettanti)[1]

2ª tappa Circuit des 9 Provinces
Classifica generale Circuit des 9 Provinces
2ª tappa Giro del Belgio dilettanti
- 1962

Bruxelles-Nandrin
- 1963

Schaal Sels
- 1964

Omloop van Midden-België
11ª tappa Vuelta a España
- 1966

1ª tappa, 1ª semitappa Giro del Belgio
- 1967

Giro di Vallonia
- 1968

Freccia del Brabante
13ª tappa Vuelta a España
Circuit de la Vallée de la Senne
- 1969

4ª tappa Vuelta a Mallorca
- 1970

Tour du Condroz
- 1971

Kessel-Lier
- 1972

Grote Prijs E5 - Heverlee
Tour du Condroz
- 1975

Circuit de la Vallée de la Senne

### Altri successi
- 1961[1]

Criterium di Nevele
Criterium di Evergem
- 1962[1]

Criterium di Nijlen
- 1963[1]

Criterium di Eizer
Critérium de Peyrat-le-Château
Critérium des Genêts Verts - Mael-Pestivien
Criterium di Heist-op-den-Berg
Grand Prix de Brasschaat (con Raymond Poulidor e Frans Melckenbeeck)
- 1964[1]

Campionati belgi interclubs a cronometro
Criterium di Malines
Criterium di Hoegaarden
- 1965[1]

Critérium de Bourbriac
Criterium di Scherpenheuvel
Criterium di Nijlen
Critérium de Mende
Criterium di Geetbets
- 1966[1]

Criterium di Oudenaarde
Critérium de Cours
Criterium di Heist-op-den-Berg
- 1967[1]

Critérium de Ploerduit
Critérium de St Gillis-Waas
- 1968[1]

Criterium di Wavre-St Catherine
Criterium di Heist-op-den-Berg
- 1969[1]

1ª tappa, 2ª semitappa Tour de France (cronosquadre)
Criterium di Itegem
Criterium di Herstal
Critérium de Zingem
Criterium di Retie
Criterium di Châteauneuf-la-Forêt
- 1970[1]

3ª tappa, 1ª semitappa Tour de France (cronosquadre)
Criterium di Aalst
- 1971[1]

Prologo Tour de France (cronosquadre)
Criterium di Bredene
Criterium di Drogenbos
Criterium di Maldegem
- 1972[1]

Criterium di Wavre
- 1973[1]

Criterium di Zomergem
Criterium di Heusden
Criterium di Waarschoot
- 1974[1]

Vlaamse Pijl - Heverlee
6ª tappa, 2ª semitappa Tour de France (cronosquadre)
- 1975[1]

Criterium di Soignies
Criterium di Viane
- 1976[1]

Criterium di Soignies
Criterium di Assenede
Criterium di Waasmunster
- 1977[1]

Criterium di Wuustwezel
Criterium di Heerlen
Criterium di Ottignies
Criterium di Wezembeek-Oppem

## Piazzamenti

### Grandi Giri
- Giro d'Italia

1966: 23º
1968: squalificato
1969: ritirato
1970: 23º
1972: 27º
1973: 31º
- Tour de France

1962: 17º
1963: 22º
1964: 32º
1965: 41º
1966: 72º
1967: 28º
1969: 29º
1970: 68º
1971: 21º
1972: ritirato (3ª tappa-2ª semitappa)
1974: 36º
Vuelta a España
1964: 12º
1965: 13º
1968: 23º
1973: 13º

### Classiche monumento
- Milano-Sanremo

1967: 25º
1968: 43º
1969: 88º
1970: 50º
1972: 47º
1973: 41º
- Giro delle Fiandre

1964: 35º
1965: 10º
1966: 50º
1967: 45º
1968: 56º
1970: 15º
- Parigi-Roubaix

1963: 29º
1964: 57º
1965: 4º
1967: 17º
1968: 5º
1971: 32º
1974: 47º
- Liegi-Bastogne-Liegi

1966: 2º
1967: 13º
1969: 2º
1971: 20º
1972: 9º
1973: 10º
1974: 18º
1975: 19º
- Giro di Lombardia

1961: 37º